# Bezdan
Bezdan is een dorp in Servië in de autonome provincie Vojvodina. Het dorp is gelegen in de gemeente Sombor.
Bezdan kent een samengestelde bevolking van Hongaren (55%), Serviërs en Kroaten. Vroeger woonden er ook veel Duitstalige Katholieken.

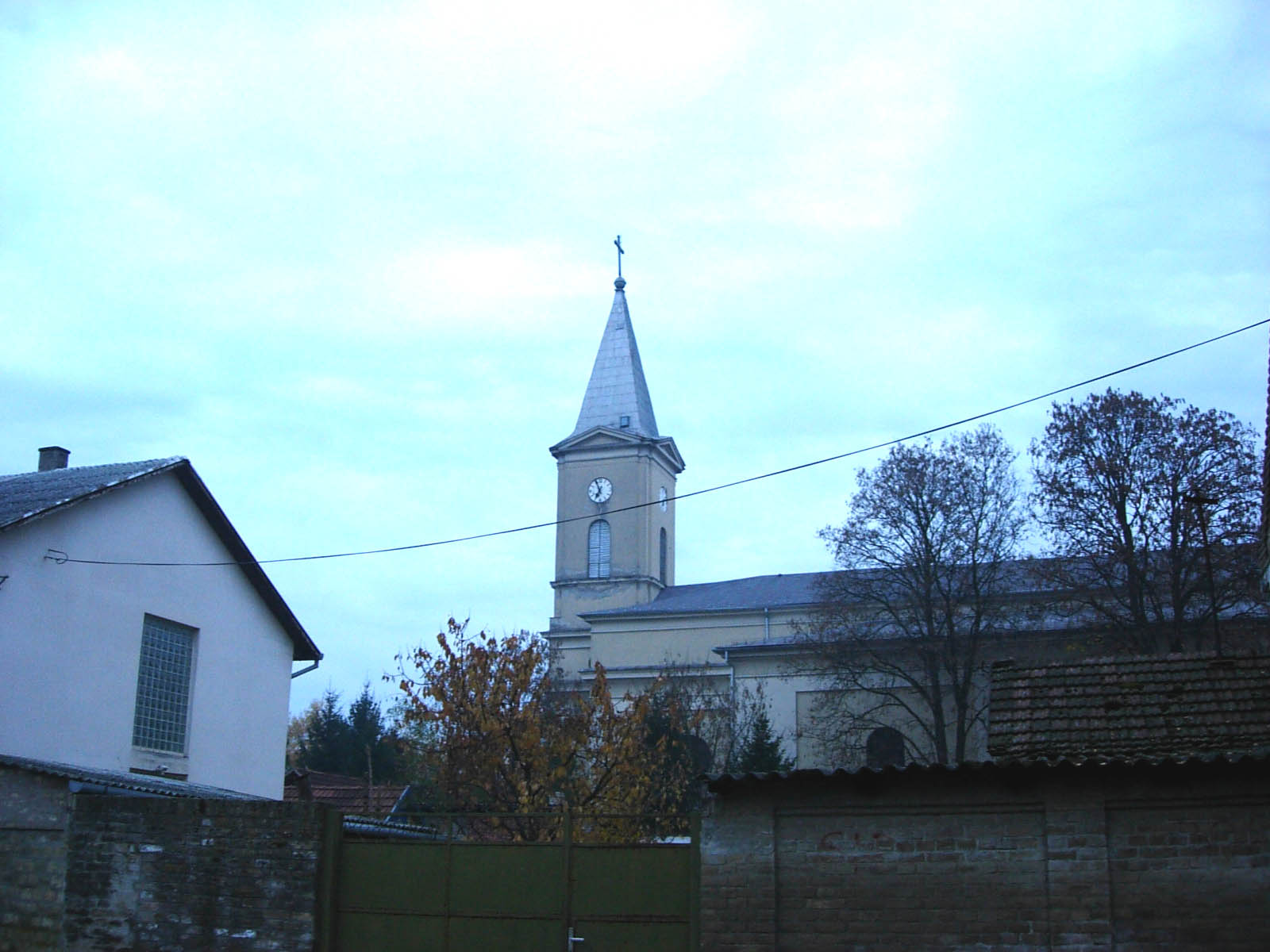
Bezdan's katholieke kerk